# По (футбольний клуб)
«По» (фр. Pau FC) — французький футбольний клуб з однойменного міста, заснований 1920 року. Приймає своїх суперників на «Нусте Камп», після завершення реконструкції в сезоні 2020/21 вміщуватиме 4144 глядачів.

## Історія
Клуб був заснований в 1920 році під назвою Bleuets Notre-Dame de Pau (або скорочено Bleuets ND). Організація була заснована за підтримки Католицької церкви і до її складу входили секції з різних видів спорту, в тому числі і з футболу. У 1956 році клуб отримав можливість грати в Лізі Аквітанії Першого регіонального дивізіону, яку через два роки виграв.
У 1959 році клуб розпався, а на його місці утворився клуб під назвою FC Pau, який в 1968 році вже під цією назвою знову виграв Лігу Аквітанії і отримав право грати в Аматорському чемпіонаті Франції. 
У 1995 році клуб знову змінив назву, на цей раз на сучасну Pau FC, і в 1998 році виграв Аматорський чемпіонат і вперше в історії отримав право грати в Національному чемпіонаті, третій за рівнем дивізіон країни. «По» протягом 10 сезонів поспіль виступав в цьому турнірі, проте за результатами сезону 2007/08 знову повернувся в Аматорський чемпіонат. У 2016 році клуб знову виграв його і повернувся в Національний чемпіонат.

## Досягнення
- Переможець Аматорського чемпіонату Франції: 1998, 2016

## Відомі гравці
- Андре-П'єр Жиньяк
- Едуар Сіссе
- Орельєн Шеджу
- Дані Нунке
- Тіно Коста